# Blarina peninsulae
Blarina peninsulae és una espècie de mamífer de la família de les musaranyes (Soricidae) endèmica de la Florida peninsular (Estats Units). Fa 72-107 mm de llargada, amb una cua de 12-26 mm i un pes de 5-13 g. Podria ser una subespècie de la musaranya cuacurta meridional (B. carolinensis).